# パルスプラズマスラスタ
パルスプラズマスラスタ（ PPT ）は、パルスプラズマロケット（PPR）またはプラズマジェットエンジンとも呼ばれ、電気による宇宙船推進機関の一種である。PPTは一般的に、最も単純な形式と電気推進機関であると考えられており、1964年にソ連の2機の探査機ゾンド2号とゾンド3号ではじめて採用され、これが宇宙で使用された最初の電気推進機関となった。PPTは通常、太陽電池パネルからの豊富な余剰電力をに利用可能な宇宙機に搭載される。

## 動作概念

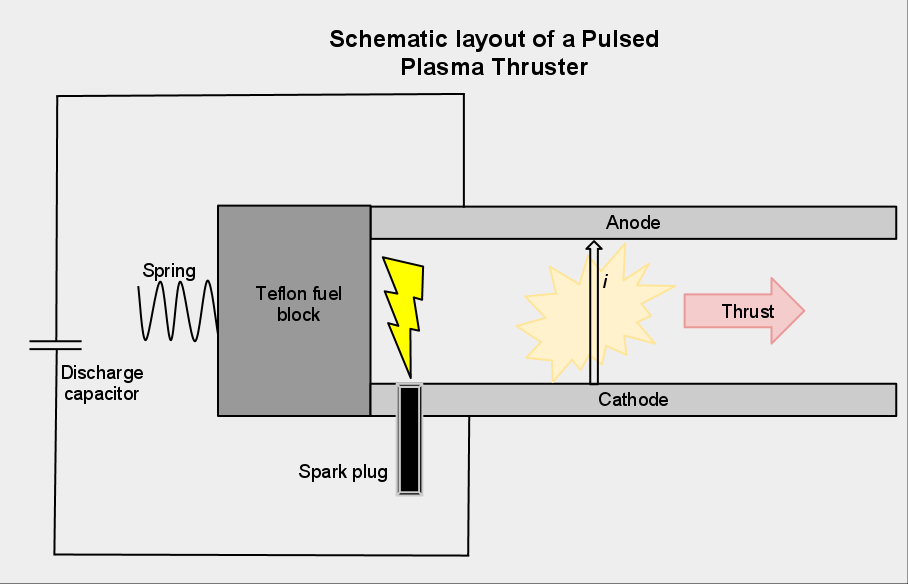
パルスプラズマスラスタの概略レイアウト

ほとんどのPPTは、推進剤に固体材料（通常は ポリテトラフルオロエチレン (PTFE) ）を使用する。液体や気体の推進剤を使用するものはほとんどない。 PPTが動作する最初の段階では、燃料内を通過する電気アーク が発生し、燃料のアブレーションと昇華を引き起こす。このアークによって発生した熱により、結果として生じたガスがプラズマに変化し、それによって帯電したガス雲が作成される。アブレーションの力により、プラズマは2つの帯電プレート（アノードとカソード）の間を低速で進む。プラズマは帯電しているため、燃料は効果的に2つのプレート間の回路を形成し、電流がプラズマに流れるようになる。この電子の流れにより強力な電磁場が形成され、それがプラズマにローレンツ力を加え、プラズマをPPT排気口から高速で加速する。その動作はレールガンに似ている。パルスは、燃料の各バーストの後にプレートを再充電するために必要な時間と、各アーク間の時間によって発生する。パルスの周波数は通常非常に高いため、ほぼ連続的で滑らかな推力が生成される。推力は非常に低いが、PPTは長期間連続して動作することができるため、大きな最終速度を得ることが出来る。
各パルスで使用されるエネルギーはコンデンサに蓄えられる。各コンデンサの放電間隔を変えることで、PPTの推力と消費電力を変えることができるため、システムの多目的な使用が可能になっている。

## 化学推進との比較
宇宙船の速度の変化の方程式は、ロケット方程式( ツィオルコフスキーの公式 )によって次のように表される。
{\displaystyle \Delta v=v_{\text{e}}\ln {\frac {m_{0}}{m_{1}}}}
{\displaystyle \Delta v\ }はdelta-vです-車両の速度の最大変化（外力が作用しない場合）、
{\displaystyle v_{\text{e}}}は実効排気速度（ {\displaystyle v_{\text{e}}=I_{\text{sp}}\cdot g_{0}}  ){\displaystyle I_{\text{sp}}}は比推力 {\displaystyle g_{0}}は標準重力
{\displaystyle \ln }は自然対数、
{\displaystyle m_{0}}は推進剤を含む初期の総質量
{\displaystyle m_{1}}は最終的な総質量
PPTは、化学推進エンジンよりも排気速度がはるかに速いが、燃料消費量ははるかに小さい。上記のツィオルコフスキー方程式から、これは推進機の最終速度が比例してより速くなるという結果が導かれる。PPTの排気速度は数十km/s のオーダーだが、従来の化学燃料ロケットは2〜4.5 km/s の範囲の熱運動速度を生成する。化学推進ユニットではこの低い熱速度のため、機体速度が高速になると指数関数的に効果が低くなる。したがって、20〜70 km/s の範囲の高い惑星間速度を生成するには、PPTなどの電気推進システムの使用が有利である。
2000年に飛行したNASAの研究用PPTは、排気速度13.7 km/s を達成し、860 µN の推力を生成、消費電力は70Wであった。

## 長所と短所
PPTは、他の電気宇宙船推進技術と比較して本質的に単純な設計であるため、非常に堅牢である。電気推進システムであるPPTは、従来の化学燃料ロケットと比較して燃料消費量が少なく、打ち上げ質量とそれに伴う打ち上げコストが削減される他、比推力が高くパフォーマンスを向上させるという利点がある。
しかし、レイトタイムアブレーション現象及び推進剤から宇宙船の他の部分への急速な熱伝達によって引き起こされるエネルギー損失のために、推進効率（排気の運動エネルギー/使用される総エネルギー）は他の形態の電気推進と比較して非常に低く、わずか10％程度である。

## 用途
PPTは、質量が100 kg 未満の比較的小型の宇宙船（特にCubeSats ）での使用に適している。姿勢制御、軌道ステーションキーピング、軌道離脱操作、深宇宙探査などの役割を担う。PPTは本質的にシンプルで比較的低コストであるため、PPTを使用することにより、複雑さやコストを大幅に増やすことなく、これらの小型衛星ミッションの寿命を2倍にすることができる。
PPTが初めて使用されたのは、ソビエトのゾンド2宇宙探査機で、これには姿勢制御システムのアクチュエーターとして6つのPPTを搭載していた。PPT推進システムは1964年12月14日、宇宙船が地球から420万キロ離れた地点で70分間テストされた。
PPTはNASAによって2000年11月に、地球観測衛星1号の実験として飛行した。このスラスタは宇宙船のロール制御能力と、パルスプラズマからの電磁干渉が他の宇宙船システムに影響を与えないことを実証した。パルスプラズマスラスタは、ホール効果イオンスラスタなどの他の形式の電気推進と比較して単純で低コストであるため、大学が電気推進の実験を開始するために使用する研究手段しても用いられる。

## NASAで進行中の研究
2024年7月11日、ハウ・インダストリーズは、PPT/PPR推進技術の研究を継続するために、NASAと72万5000ドルの助成金契約を結んだと発表した。ハウは、PPT/PPR推進技術が火星への宇宙船を推進する手段として完全に機能するものとなれば、PPT/PPR技術は火星への旅程を、現在考えられている約1年から、わずか2か月というはるかに短い時間に短縮できるはずだと主張している。ハウはまた、現在のPPT/PPR研究開発プログラムのペースでは、有人宇宙船を火星まで推進する技術が完全に成熟するのは、あと約20年後（2024年時点）になってしまうかもしれないと述べている。